# بحيرة المطاحن
بحيرة المطاحن هي عبارة عن مجرى كاليفورنيا المائي على طول سلسلة جبال سييرا كريست شرق قمة جبل روبي وجبل المطاحن بالقرب من وادي البحيرات الضئيلة. تصريف بحيرة المطاحن يتدفق عبر بحيرة روبي، بحيرة روك كريك، وإلى روك كريك. يبلغ ارتفاع البحيرة حوالي 11,667 قدم أي ما يعادل 3,556 متر.